# Storstraum–Småstraumkanalen
Storstraum–Småstraumkanalen er en kanal i Kviteseid i Vestfold og Telemark fylke i Norge, som forbinder søerne Vråvatn og Nisser i Arendalsvassdraget, og giver en sammenhængende sejlrute fra Vråliosen helt mod vest i Vråvatn til Tveitsund bro i Treungen længst mod syd i Nisser, en distance på omkring 50 kilometer. Kanalen blev først åbnet i 1867 med kun én sluse, men i forbindelse med regulering af vassdraget blev den ombygget med to sluser, Storstraum sluse og Småstraum sluse, i 1914. Kanalen blev benyttet både til rutetrafik og tømmerflådning, men trafikken ophørte i 1937 og flådningen i 1970.
Den tidligere slæbebåd MS «Fram» fra 1909, som i 1987 blev ombygget til passagerbåd, trafikerer Småstraum sluse og kanalen op til Storstraum 2–4 gange om ugen i sommersæsonen. Vrådal Slusemuseum ligger ved Småstraum sluse og er åbent når båden sluses op.
Med Vråvatns reguleringshøjde på ca. 247 moh. er kanalen den højest beliggende i Europa.

## Historie
Idéen om at bruge Dampskibe for at effektivisere flådning af tømmer over Vråvatn og Nisser kom  først fremmet fra  trælasthandler og inspektør i Arendalsvassdraget, Morten Holst i 1856, men blev da afvist af forstmester Thorvald Mejdell.
I 1865 kom der konkret forslag om at anskaffe en dampbåd for at trafikere søerne og bygge en kanal for at binde dem sammen. Planerne blev udarbejdet af kanaldirektør og ingeniørkaptajn Johan Thullin Thams, og omfattede sluse ved Storstraum og anlæg af   kanalen nedover. Slusen skulle have en længde på 100 fod, bredde på 15 fod og dybde på fem fod, mens kanalen skulle have en bundbredde på 15 fod. Prisen for hele anlægget var ca. 5.000 speciedaler, og denne sum blev bevilget ved kongelig resolution den 17. marts 1866. Arbejdet startede i foråret 1866, og den 22. maj 1867 blev arbejdet meldt færdig.
I 1906 gik man i gang med planer om at regulere søerne i vassdraget for at øge mindstevandføringen, og 4. oktober 1907 blev Arendals Vasdrags Brugseierforening (AVB) etableret. Planerne for reguleringen af Vråvatn og Nisser forudsatte at der blev bygget dæmning og sluse ved Småstraumane, mens hele anlægget ved Storstraum måtte nybygges. Ansøgningen om koncession  blev indsendt i januar 1908, og  blev endelig givet 10. september 1912 efter flere års udsættelse. Arbejderne med opførelsen af slusen i Småstraumane blev startet i december 1912 og stod færdig i august 1913, mens dæmningerne i de to løb blev bygget mellem marts og november samme år. I Storstraum ble dæmningen påbegyndt i august, og stod færdig før efterårsoversvømmelserne. Den gamle sluse blev lukket for trafik 25. november, og nedrivningen startede lige efter  nytår 1914, med færdigørelse af hele anlægget i april. Prisen for byggearbejderne blev 320.277 kroner.

## Dampbådene
Til drift af dampbådene som trafikerede kanalen blev Aktieselskabet for Dampskibsfart paa Nisser- og Vraavand (senere omdøbt til A/S Nisser og Vraavands Dampskibsselskab) etableret. DS «Dølen» blev leveret fra Akers mekaniske verksted i 1867, mens DS «Nissen» blev leveret af Porsgrunds Mek. Verksted i 1883. Bådene var træfyrede og blev brugt både til at slæbe tømmer og til fragt af folk og gods. Efter de blev afløst fra  fra tømmerslæbningen i 1909 gik bådene i ordinær rutetrafik, men blev efterhånden udkonkurreret af vejtrafikken, så i 1921 blev «Nissen» taget ud af trafik, mens «Dølen» fortsatte til rutetrafikken blev nedlagt i 1937.
I starten af 1900-tallet var der stærk utilfredshed med dampskibselskabet som tog for høje priser for tømmerslæbningen, så i 1908 vedtog Arendals Vasdrags Fællesflødningsforening at anskaffe deres egen slæbebåd, og i 1909 blev DS «Fram» leveret fra Fredrikstad Mekaniske Verksted. I 1952 blev dampmaskinen byttet ud med en dieselmotor, og båden var i brug helt til flådningen på søerne sluttede i 1970. Efter flere års forfald blev båden  ombygget til passagerbåd i 1986, og har siden 1987 sejlet på kanalen som turistbåd i sommersæsonen.

## Galleri
- Storstraum sluse fra 1914. Den oprindelige sluse blev bygget i 1867. Nutidens vejbro over blev bygget i 1965.
Foto: Øyvind Berg
- Nåledam ved Storstraum. Reguleres med ordinære luger.
Foto: Øyvind Berg
- MS «Fram» sluses op i Småstraum sluse. I baggrunden ses Vrådal Slusemuseum.
Foto: Øyvind Berg
- Nåledam i venstre løb ved Småstraumane. Reguleres med ordinære luger.
Foto: Øyvind Berg
- Nåledam i højre løb ved Småstraumane. Den eneste i Telemark og Arendalsvassdraget som reguleres med nålene. Alle nålene var fjernet da bildet ble tatt.
Foto: Øyvind Berg
- Mindestøtte ved Småstraum sluse. «I 1913–1914 bygget Arendals Vasdrags Brugseierforening dammene og sluserne ved Små- og Storstrømmene»